# ريكفيست
ريكفيست (بالإنجليزية:Wreckfest)، هي لعبة فيديو من نوع سباق السيارات وتصادم المتسابقين، وهي من تطوير باغبير إنترتنمنت النرويجية، ومن نشر تي إتش كيو نورديك النمساوية، صدرت اللعبة في متجر ستيم الإلكتروني يوم 14 يونيو 2018، وسوف تصدر على المنصات المنزلية بلاي ستيشن 4 وإكس بوكس ون يوم 20 نوفمبر من نفس العام.

## الموقع الخارجي
- الموقع الرسمي
 (بالإنجليزية)